# Lactobacillus versmoldensis
Lactobacillus versmoldensis è una specie di batterio appartenente alla famiglia delle Lactobacillaceae.